# Pionir 10
Ukoliko ste tražili muzički sastav, pogledajte članak Pionir 10 (muzički sastav)
Pionir 10 (engl. Pioneer 10) je svemirska letelica poslata u svemir 3. marta 1972. To je prva letelica koja je putovala kroz pojas asteroida, do koga je stigla 15. jula 1972, i napravila neposredna istraživanja Jupitera kraj koga je prošla 3. decembra 1973. i načinila prve fotografije ove planete u gro planu. Pionir 10 trenutno putuje u pravcu Aldebarana, koji se nalazi u sazvežđu Bika.

## Spoljašnje veze
- Архивирано на веб-сајту  (15. август 2011), članak o Pioniru 10 na sajtu svemirske agencije NASA. (језик: енглески)